# Vivel del Río Martín
Vivel del Río Martín és un municipi d'Aragó, situat a la província de Terol i enquadrat a la comarca de les Conques Mineres.
Va formar part del Front d'Aragó durant la guerra civil i es poden visitar nius de metralladores que formaven part de la línia defensiva dels revoltats.